# ريتش ناثان
ريتش ناثان (بالإنجليزية: Rich Nathan)‏ هو كاتب أمريكي، ولد في 1955 في نيويورك في الولايات المتحدة.